# 청주 어서각
청주 어서각은 충청북도 청주시 상당구에 있다. 2015년 4월 17일 청주시의 향토유적 제26호로 지정되었다.

## 개요
1812년 보은현감 신병권이 그의 아버지인 신의청에게 내린 정조의 어서(책)를 보관하기 위해 세운 건물이다.